# Conexión telefónica

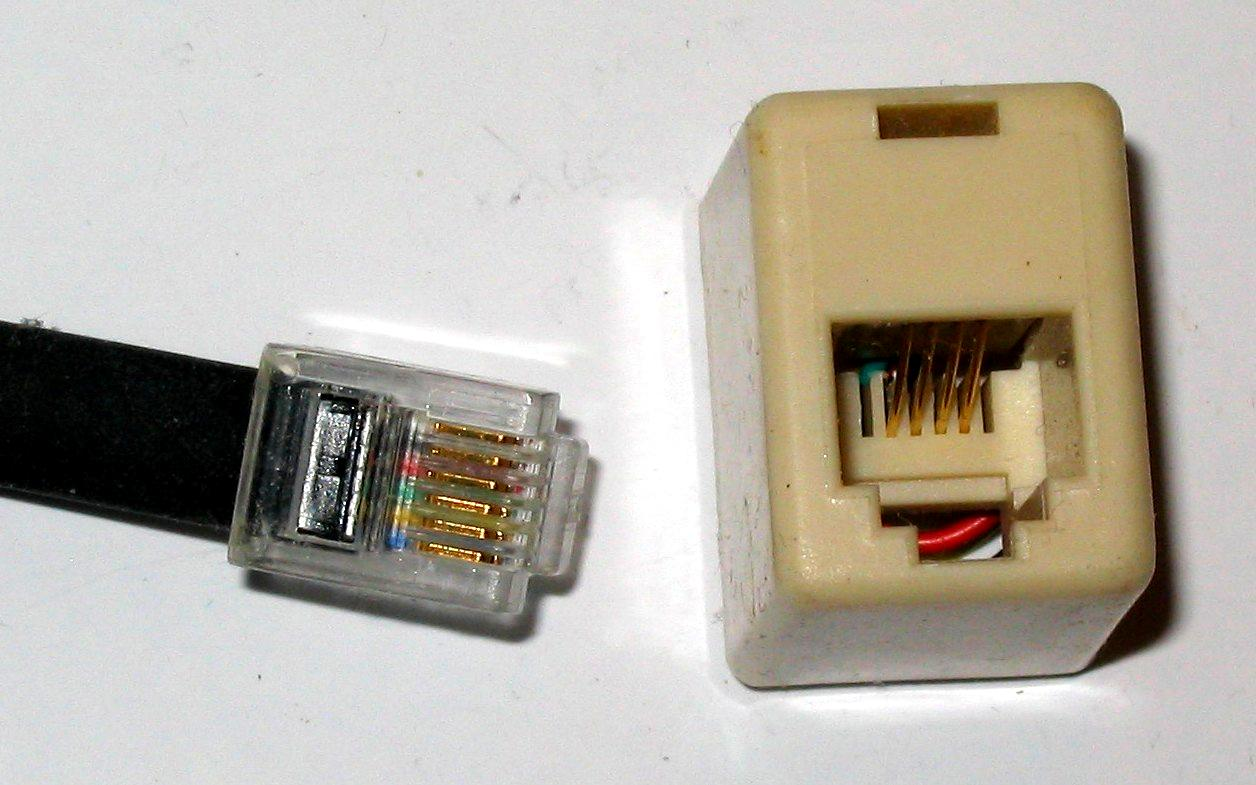
Conector modular 6P6C (izquierda) y enchufe 6P4C (derecha).

Una conexión telefónica está compuesta por una toma y un enchufe telefónicos son conectores eléctricos para un aparato telefónico o de telecomunicaciones dentro de una casa o edificio, estableciendo una conexión a una red telefónica. El enchufe se inserta en su contraparte, el conector jack, que suele estar fijo a una pared o zócalo. Los estándares para tomas y enchufes telefónicos varían de un país a otro, aunque el enchufe modular estilo 6P2C se ha convertido, con diferencia, en el tipo más común.
Un estándar de conexión, como el RJ-11, especifica no solo aspectos físicos de un conector eléctrico, sino también las definiciones de señal para cada contacto y la distribución de pines del dispositivo, es decir, la asignación o función de cada contacto. Los conectores modulares se especifican para la serie de conectores jack registrados (RJ, por su acrónimo en inglés), así como para Ethernet y otros conectores, como los conectores modulares 4P4C (4 posiciones, 4 contactos), el estándar de facto en los cables de teléfonos, a veces llamados erróneamente «conectores RJ».

## Historia
Históricamente, los teléfonos solían ser propiedad de la compañía telefónica y, por lo general, estaban conectados permanentemente a la línea telefónica. Para algunas aplicaciones era necesario o conveniente proporcionar aparatos telefónicos portátiles que pudieran trasladarse a una ubicación diferente dentro de las instalaciones del cliente. Para ello, las empresas telefónicas desarrollaron clavijas con distintos diseños y cantidad de contactos. Antes de c. 1930
, los conectores concéntricos con tres contactos solían ser suficientes, pero la actualización de los aparatos telefónicos a circuitos más avanzados empezaban a requerir al menos cuatro conductores entre un aparato de sobremesa y el aparato particular que contenía el teléfono híbrido y un timbre. Para ello, los ingenieros de Bell System desarrollaron un enchufe de cuatro clavijas en forma de cubo (tipo n.° 283) con espacios desiguales entre las clavijas para evitar una inserción incorrecta del conector.
Inicialmente, muchos países utilizaron diferentes especificaciones para los conectores, permaneciendo en servicio algunos tipos de conectores nacionales, pero pocos se utilizan para nuevas instalaciones para las cuales se prescriben tipos de conectores modulares.

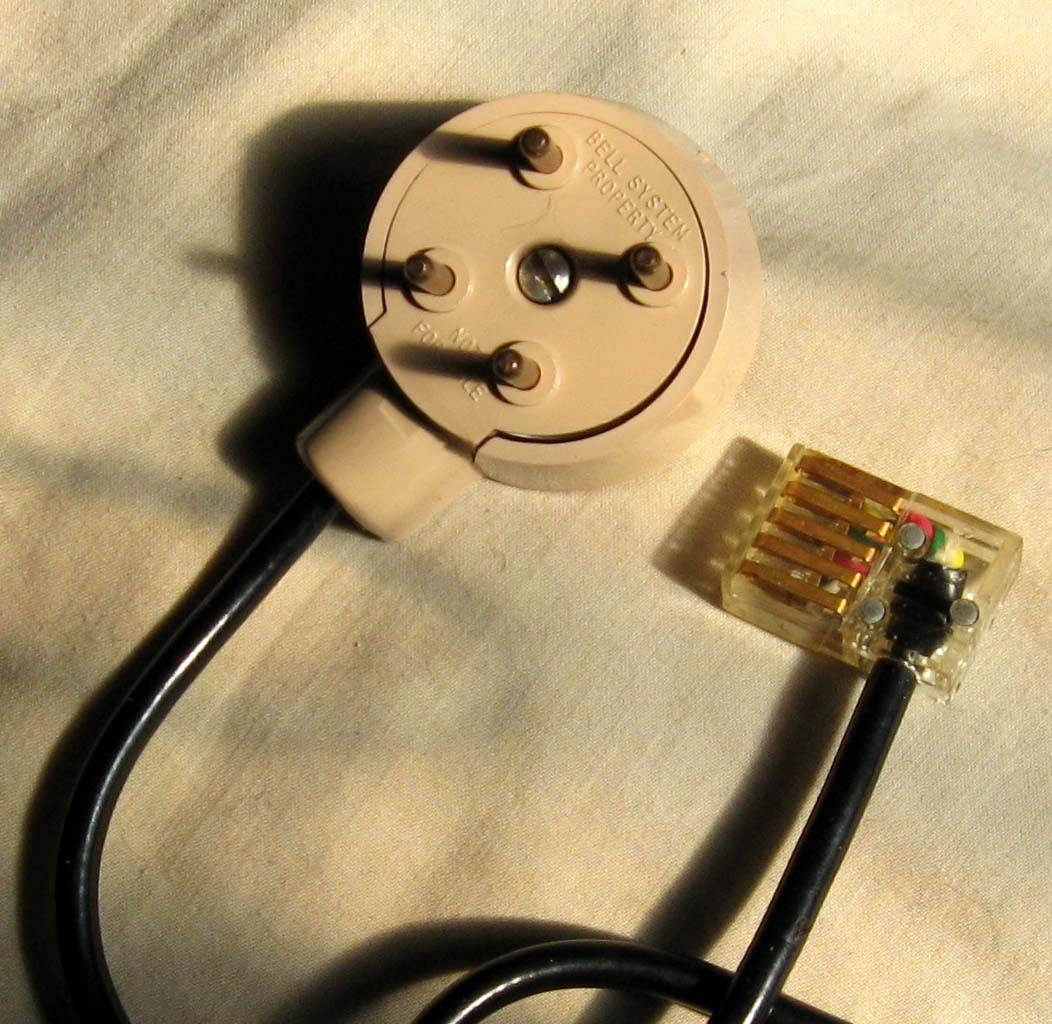
Cable de línea telefónica Trimline con enchufe de pared tipo 505A y enchufe modular (mediados de la década de 1960).
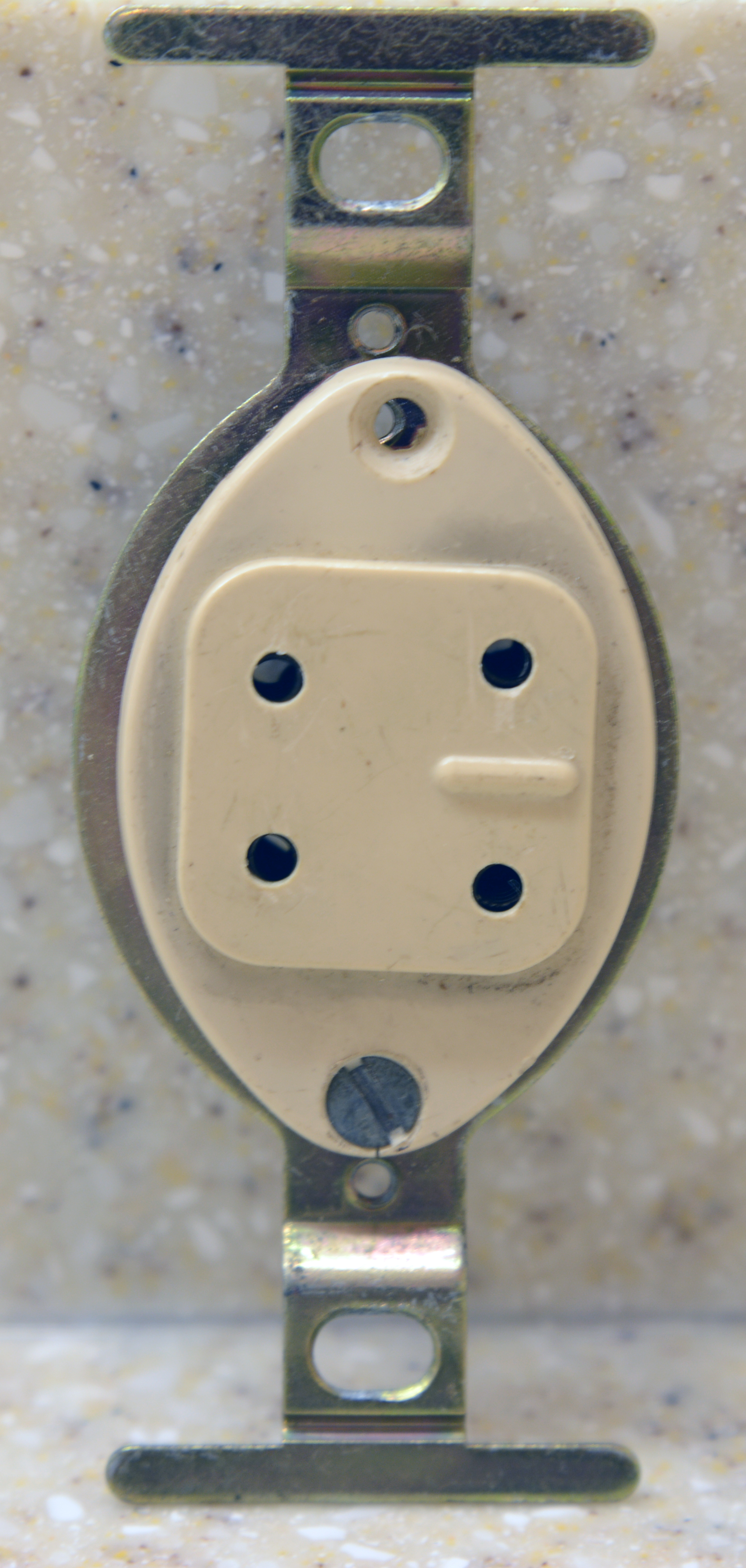
La parte frontal de un conector telefónico estadounidense de cuatro patillas (1964).
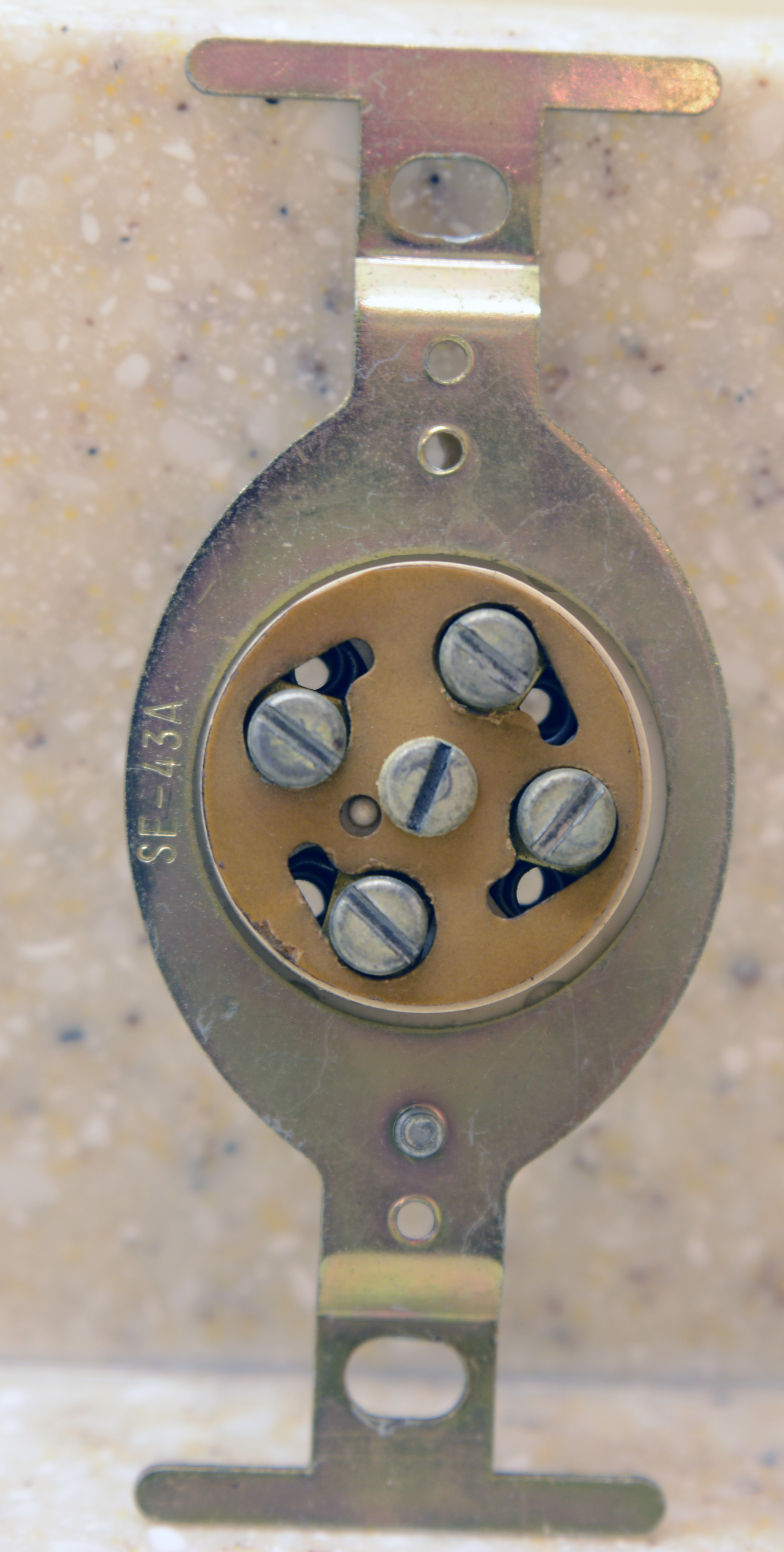
La parte posterior de un conector telefónico estadounidense de cuatro patillas (1964).

## Conexiones
La instalación de un teléfono convencional con cable tiene cuatro puntos de conexión, cada uno de los cuales puede estar cableado, pero más a menudo utiliza un enchufe y una toma de corriente:
- Línea telefónica al cable de teléfono: El conector de pared. Esta conexión es la más estandarizada y, a menudo, regulada como el límite entre el teléfono de un individuo y la red telefónica. Sin embargo, en muchas residencias, el límite entre el cableado de propiedad de servicios públicos y de propiedad del hogar es una interfaz de red en una pared exterior conocida como punto de demarcación. Todos los enchufes de pared de la casa forman parte del cableado interno de la casa.
- Cable telefónico a la base del teléfono: Esta conexión generalmente no está regulada, sino que sigue estándares de facto. Suele ser un conector 6P4C, que suele ser RJ11.
- Cable de la base del teléfono al auricular: Según el estándar de facto, suele ser un conector 4P4C.
- Cable del auricular al auricular: El extremo del cable directo del auricular (RJ-45) también utiliza un conector 4P4C.

## Cableado

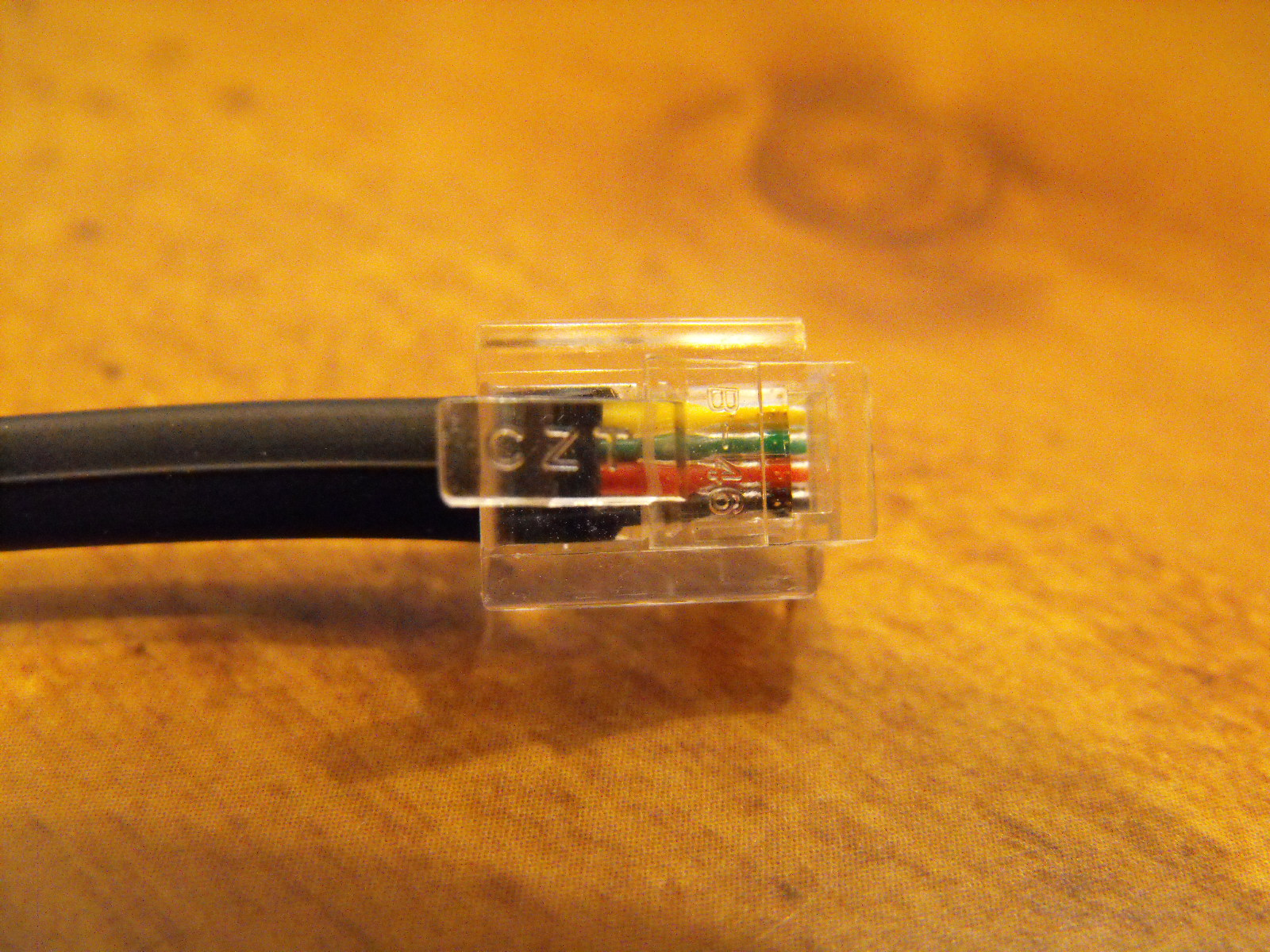
Conector de teléfono modular típico de EE. UU.

Por ejemplo, los cables telefónicos en el Reino Unido suelen tener un enchufe BS 6312 (estándar del Reino Unido) en el extremo de la pared y un conector modular 6P4C o 6P2C en el extremo del teléfono: este último se puede cablear según el estándar RJ11 (con los pines 3 y 4) o puede conectarse con los pines 2 y 5, como un cable directo desde el enchufe BT (que usa los pines 2 y 5 para la línea, a diferencia del RJ11, que usa los pines 3 y 4). Por lo tanto, los cables generalmente no son compatibles entre diferentes teléfonos, ya que la base del teléfono puede tener un enchufe con los pines 2 y 5 (que requiere un cable directo) o tener un enchufe RJ11 (que requiere un cable RJ-45).

## Lista de enchufes

### Conectores modulares
- 4P4C y 4P2C para cables de auriculares (a menudo denominados erróneamente RJ9, RJ10 y RJ22).
- 6P2C para una línea telefónica RJ11.
- 6P4C para dos líneas telefónicas RJ14.
- 6P6C para tres líneas telefónicas RJ25.
- 8P8C para cuatro líneas telefónicas RJ61X, RJ48S y RJ48C para líneas de datos de cuatro hilos, línea telefónica RJ31X y RJ38X (similar a RJ31X pero con circuito de continuidad).

### Otros conectores
- Conector de microcinta de 50 pines para RJ21X, utilizado para hasta 25 líneas para teléfonos multilínea como el ITT 2564, sistemas telefónicos clave como el 1A2 Key System y sistemas PBX .

### Estándares internacionales
- RJ11, con diferencia el más común.
- BS 6312, británico.
- F-010, francés.
- Conector TAE, alemán.

### Estándares nacionales
- Conector TDO, Austria.
- WT-4, estándar nacional polaca y del bloque del Este, también adoptada en Rusia como ШТР-IV (SHTR-IV).

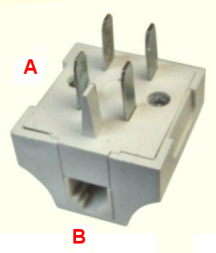
Toma telefónica WT-4 (A) con salida RJ11 (B).
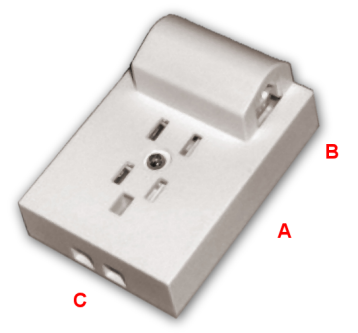
Toma telefónica GTN-4 (A) con toma RJ11 adicional (B).

### Anteriores
- Conector serie 600, Australia.
- Protea, Sudáfrica.
- SS 455 15 50, Suecia e Islandia.
- Enchufe Telebrás, Brasil.
- Enchufe tripolar, Italia.

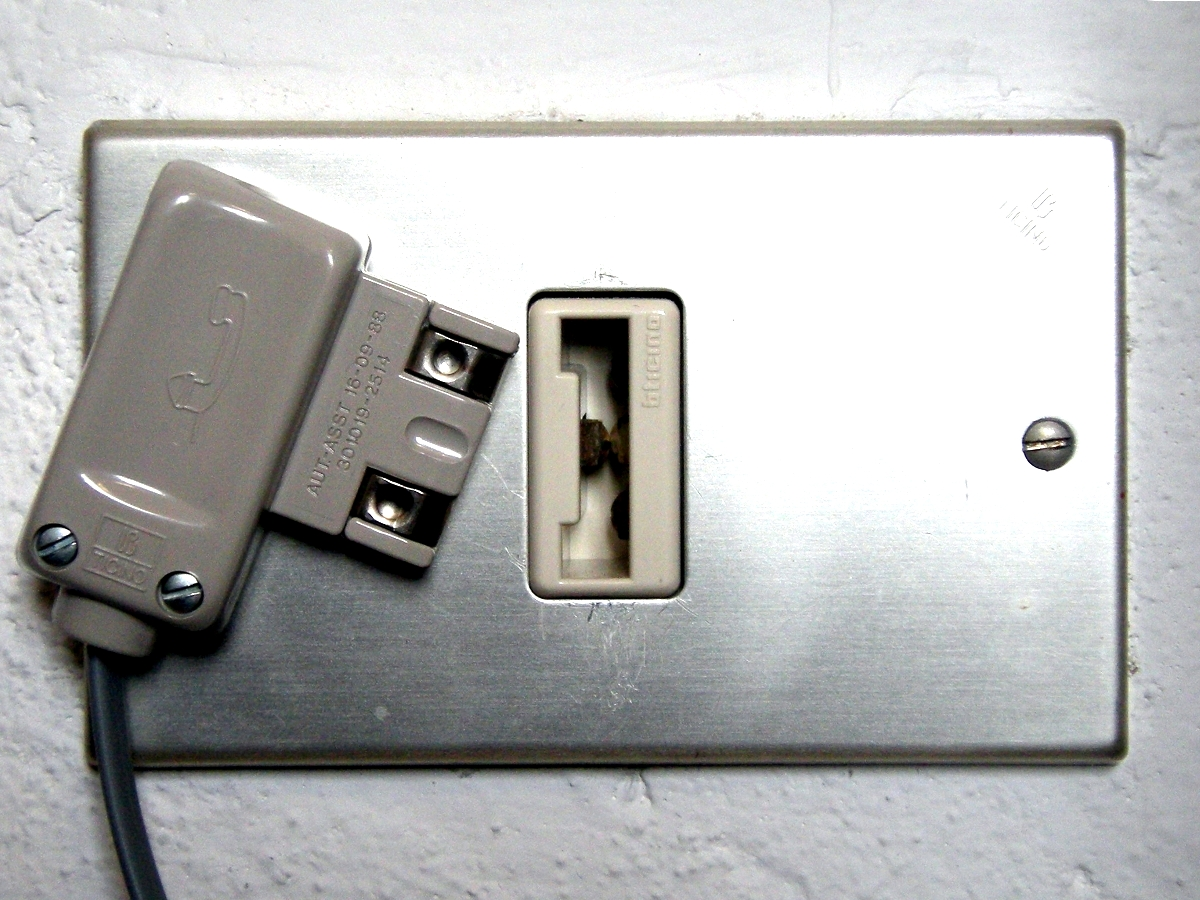
Enchufe y toma de teléfono BTicino.

- BTicino 2021 (con o sin interrupción de línea), Italia (raro).

## Listado por país o territorio
Esta lista cubre únicamente los enchufes telefónicos de una sola línea que se suelen usar en hogares y otras instalaciones pequeñas. Hay 44 variaciones diferentes de enchufes, incluida una versión israelí de BS6312 con cableado interno diferente de las clavijas, además de cableado duro a una caja de conexiones sin adaptador. Los teléfonos especiales utilizan diversos conectores especiales, por ejemplo, microcintas para sistemas telefónicos clave.
| País                       | Tipos de enchufe |
| -------------------------- | --- |
| Albania                    | 6P2C |
| Argelia                    | F-010 |
| Argentina                  | 6P2C |
| Australia                  | 610, 6P2C |
| Austria                    | TDO |
| Barbados                   | 6P2C |
| Bielorrusia                | 6P2C, conector polaco nacional de 5 pines (WT-4)                                                                                     |
| Bélgica                    | Enchufe tetrapolar, 6P2C |
| Bolivia                    | 6P2C |
| Bosnia                     | 6P2C, enchufe de 3 pines utilizado en países de la antigua Yugoslavia.                                                               |
| Botswana                   | BS 6312 |
| Brasil                     | Enchufe Telebrás, 6P2C |
| Brunéi                     | 6P2C |
| Bulgaria                   | 6P2C, polaco nacional de 5 pines (WT-4)                                                                                              |
| Canadá                     | 6P2C |
| Islas Caimán               | 6P2C |
| Chile                      | 6P2C |
| China continental          | 6P2C |
| Colombia                   | 6P2C, estándar nacional de 2 pines                                                                                                   |
| Costa Rica                 | 6P2C |
| Croacia                    | 6P2C, enchufe de 3 pines utilizado en países de la antigua Yugoslavia.                                                               |
| Chipre                     | BS 6312, 6P2C. |
| República Checa            | 6P2C, enchufe nacional de 4 pines |
| Dinamarca                  | Estándar nacional de 3 tomas, 6P2C.                                                                                                  |
| República Dominicana       | 6P2C |
| Ecuador                    | 6P2C |
| Egipto                     | 6P2C |
| Estonia                    | 6P2C, nacional polaco de 5 pines (WT-4)                                                                                              |
| Islas Faroe                | 6P2C |
| Finlandia                  | 6P2C, enchufe tripolar |
| Francia                    | F-010, 8P8C (desde 2003) |
| Alemania                   | TAE, 8P8C |
| Gibraltar                  | BS 6312 |
| Grecia                     | 6P2C, enchufe bipolar en instalaciones antiguas.                                                                                     |
| Hong Kong                  | 6P2C, BS 6312 |
| Hungría                    | 6P2C, antes estándar nacional de 3 y 5 tomas.                                                                                        |
| Islandia                   | 6P2C, SS 455 15 50 |
| India                      | 6P2C |
| Indonesia                  | 6P2C |
| Irán                       | 6P2C |
| Irlanda                    | 6P2C, 8P8C, |
| Israel                     | BS 6312 pero cableado distinto al estándar británico, 6P2C                                                                           |
| Italia                     | Enchufe tripolar, 6P2C, BTicino-2021                                                                                                 |
| Japón                      | 6P2C |
| República Popular de Corea | Modular de 6 pines (6P4C o 6P2C), modular de 8 pines (8P8C) o impermeable de 3 posiciones según TIA-1096-A. Conector de cuatro tomas |
| Letonia                    | 6P2C, nacional polaco de 5 pines (WT-4)                                                                                              |
| Lituania                   | 6P2C, nacional polaco de 5 pines (WT-4)                                                                                              |
| Liechtenstein              | Conector Reichle, enchufe suizo de 4 pines                                                                                           |
| Luxemburgo                 | 6P2C, enchufe telefónico de 4 pines de Luxemburgo                                                                                    |
| Malasia                    | 6P2C |
| Malta                      | BS 6312, 6P2C |
| Mauricio                   | F-010 |
| México                     | 6P2C |
| Montenegro                 | 6P2C, enchufe de 3 pines utilizado en países de la antigua Yugoslavia.                                                               |
| Marruecos                  | F-010, 6P2C |
| Birmania                   | BS 6312 |
| Países Bajos               | 6P2C, enchufe telefónico de 4 pines holandés.                                                                                        |
| Nigeria                    | 6P2C |
| Nueva Zelanda              | BS 6312, 6P2C, 8P8C |
| Macedonia del Norte        | 6P2C, enchufe de 3 pines utilizado en países de la antigua Yugoslavia.                                                               |
| Noruega                    | 8P8C, enchufe tripolar, estándar nacional de 6 tomas.                                                                                |
| Paquistán                  | 6P2C |
| Panamá                     | 6P2C |
| Perú                       | 6P2C |
| Filipinas                  | 6P2C |
| Polonia                    | 6P2C, nacional polaco de 5 pines (WT-4) con enchufe 6P2C.                                                                            |
| Portugal                   | 6P2C |
| Rumania                    | 6P2C, enchufe triangular de 3 pines similar al italiano, enchufe tripolar, 5 pines R.S.-79.809                                       |
| Rusia                      | 6P2C, nacional polaco de 5 pines (WT-4)                                                                                              |
| Senegal                    | F-010 |
| Serbia                     | 6P2C, enchufe de 3 pines utilizado en países de la antigua Yugoslavia.                                                               |
| Singapur                   | 6P2C |
| Eslovenia                  | 6P2C, enchufe de 3 pines utilizado en países de la antigua Yugoslavia.                                                               |
| Eslovaquia                 | 6P2C, enchufe nacional de 4 pines |
| Sudáfrica                  | 6P2C, Protea, 8P8C |
| España                     | 6P2C |
| Sri Lanka                  | 6P2C |
| Suecia                     | SS 455 15 50, 6P2C |
| Suiza                      | Conector Reichle, enchufe de 4 pines                                                                                                 |
| Taiwán                     | 6P2C |
| Tailandia                  | 6P2C |
| Trinidad y Tobago          | 6P2C |
| Turquía                    | 6P2C, enchufe tripolar en instalaciones antiguas                                                                                     |
| Túnez                      | 6P2C6P2C, F-010 en instalaciones antiguas                                                                                            |
| Ucrania                    | 6P2C, conector polaco nacional de 5 pines (WT-4)                                                                                     |
| Emiratos Árabes Unidos     | BS 6312 |
| Reino Unido                | BS 6312, 6P2C |
| Estados Unidos             | 6P2C y otros conectores registrados, como enchufes de Bell System.                                                                   |
| Uruguay                    | 6P2C |
| URSS (extinto)             | Conector polaco nacional de 5 pines (WT-4).                                                                                          |
| Venezuela                  | 6P2C |
| Zimbaue                    | BS 6312, 6P2C |

1. 1 2 3 4 5 6 7 8 9 10 11 12 13 14 15 16 17 18 19 20 21 22 23 24  Utilizado en instalaciones antiguas.
2. ↑  Utilizado para el ADSL
3. 1 2 3 4  Utilizado en instalaciones modernas.
4. ↑  Actualmente el enchufe dominante.
5. 1 2 3 4 5 6  En ocasiones, llamada erróneamente «RJ45».
6. ↑  También se pueden encontrar otros tipos.
7. ↑  Utilizado por ISDN, Digital PBX y sistemas de oficinas.
8. ↑  Regulación legal
9. ↑  El estándar antiguo era de 2002, pero seguía usándose ampliamente.
10. ↑  Mismo enchufe utilizado por POTS, ISDN y LAN.
11. ↑  Para teléfonos de batería local, no utilizado desde la década de 1980.
12. ↑  También llamado R.I.T.A.
13. ↑  Poco común actualmente.
14. ↑  Igual que el WT-4 polaco.
15. ↑  Utilizado para líneas ADSL de módem en enchufes telefónicos británicos.